# Samantha Barijan
Samantha Barijan de Vasconcellos, mais conhecida como Samantha Barijan (Sumaré, 12 de abril de 1983), é uma jogadora brasileira profissional de Beach Tennis. Pioneira, foi a primeira Brasileira e quebrar a hegemonia da Itália, se tornando número 1 do mundo ITF (Federação Internacional de Tênis, em inglês) e permanecendo no topo do mundo por um ano. Sua conquista não apenas elevou o Brasil no cenário internacional, mas também abriu caminho para outras mulheres no esporte. Campeã mundial por equipes, tricampeã pan-americana  soma mais de 51 títulos  ITF (Federação Internacional de Tênis, em inglês). É reconhecida mundialmente por suas conquistas e legado.

## História
Nascida na cidade de Sumaré, em São Paulo, Samantha Barijan começou a praticar esportes aos 13 anos de idade jogando tênis, mas parou alguns anos depois para fazer faculdade de Educação Física. Mais tarde, passou a trabalhar em uma academia direcionada ao tênis feminino.
Em 2008, durante um curso de capacitação de professores de tênis, Samantha conheceu a jogadora Joana Cortez, que apresentou o novo esporte a ela. Posteriormente, quando viajou de férias para o Rio de Janeiro, foi convidada por Joana para jogar e se apaixonou pela modalidade e pelo local, decidindo se mudar para a cidade em 2009.
Samantha e Joana começaram a trabalhar juntas na criação de uma sociedade de tênis para crianças do Rio ao mesmo tempo em que atuavam com Beach Tennis. No entanto, o esporte foi crescendo e elas passaram a se destacar como dupla, o que fez com que decidissem se tornar atletas profissionais da modalidade.

## Carreira
Ao lado de Joana, Samantha conquistou seu primeiro título da ITF já em 2010, quando venceu o torneio do circuito regular de Beach Tennis disputado no Rio de Janeiro, e entrou no top 10 do ranking mundial. No ano seguinte, manteve a boa fase acompanhada de sua dupla e faturou mais quatro campeonatos.
Na temporada 2012, a atleta brasileira levou seis títulos e assumiu a liderança do ranking da ITF no dia 8 de outubro, se tornando a primeira jogadora não italiana a ser a melhor do mundo de Beach Tennis.
Em 2013, Samantha viveu seu ano mais vitorioso e ganhou oito torneios. Entre eles, destacam-se as conquistas do Pan-Americano e do campeonato mundial por equipes, ambas fazendo dupla com Joana.
A jogadora seguiu vencendo campeonatos em 2014 e obteve mais dois títulos. Já na temporada 2015, venceu seu segundo Pan-Americano e foi campeã de cinco competições da ITF.
Após ganhar mais um torneio do circuito em 2016, a atleta conquistou outros três títulos em 2017, além de ter participado do campeonato mundial e do Pan-Americano de Beach Tennis.
Em 2018, Samantha acrescentou mais dois títulos à sua coleção. No ano seguinte, foi campeã de mais três torneios da ITF, incluindo o Caiobá Open e o Rio Beach Tennis Tour. Já em 2020, venceu o BT50 Santos formando parceria com Natália Font.
A brasileira manteve a trajetória vencedora em 2021 e conquistou, ao lado de Flavia Muniz, seu terceiro título Pan-Americano. Além disso, marcou presença no Macena Open de Beach Tennis na cidade de Maceió, em Alagoas.
Já na temporada 2022, fazendo dupla, com Raquel Iotte, foi vice-campeã do World Tour, realizado em Foz do Iguaçu, no Paraná, e participou do ITF BT200 Campina Grande.
2023, Venceu quatro títulos ITF, destacando o ITF BT10 ao lado da jovem Gabriela Martins, sua pupila desde a infância.
Já em 2024, Conquistou o BT200 Normandia Beach Tennis em San Juan com Fernanda Firmo e o ITF BT50 São Paulo ao lado de Camila Gouvea de Barros, atleta que é treinada por ela atualmente.
Samantha soma mais de 592 partidas disputadas em sua carreira, com mais de 425 vitórias conquistadas. Atualmente, ocupa o 31º lugar no ranking mundial da ITF e a décima primeira posição no ranking nacional da modalidade. Desde a sua estréia, sempre performou entre as top 35 do ranking mundial. 

## Curiosidades
Empreendedorismo
A ex-número um do mundo se tornou sócia-fundadora da Basa Beach Tennis, escola da modalidade que trabalha com uma metodologia exclusiva elaborada pela própria Samantha. O objetivo do empreendimento é melhorar o desenvolvimento esportivo e humano dos alunos e mantê-la em contato com o esporte após o término de sua carreira. O Basa apresenta filiais no Rio de Janeiro, São Paulo, Espírito Santo é um dos maiores centros de treinamento do Brasil.
Centro de treinamento
Samantha Barijan é atleta da Arena Deco Beach, centro de treinamento localizado em Indaiatuba, São Paulo. A estrutura, idealizada para o desenvolvimento do Beach Tennis, pertence ao ex-jogador e atual diretor de futebol Deco, que apoia e incentiva a modalidade no Brasil. A parceria com a arena fortalece sua preparação e contribui para a formação de novos talentos no esporte.
Agenciamento
Samantha Barijan é sócia e agenciada pela Praia Lab, empresa especializada em gestão de carreira de atletas de Beach sports. 
Licenciamento
Foi uma das pioneiras no Beach Tennis a trabalhar com o modelo de licenciamento de produtos em parceria com a famosa marca 100% brasileira Mormaii . Ao adotar um formato de royalties, a atleta não apenas ampliou seu patrimônio, mas também consolidou sua marca no esporte.
Ao longo da sua atual parceria, Samantha participou ativamente do desenvolvimento e da criação de mais de 30 SKUs (Stock Keeping Units), incluindo raquetes, acessórios e vestuário, oferecendo ao mercado produtos de alta performance alinhados à sua experiência e estilo de jogo. Sua atuação inovadora no licenciamento ajudou a fortalecer a presença comercial do Beach Tennis no Brasil, inspirando outros atletas a seguirem o mesmo caminho.
Parceiras
Ao todo Samantha Barijan conquistou mais de 45 títulos ITF ao lado de parceiras como: 
- Joana Cortez - 21 títulos
- Flavia Muniz - 6 títulos
- Lorena Melo - 6 títulos
- Gabriela Marins - 2 títulos
- Raquel Iotte - 2 títulos
- Natalia Font - 2 títulos
- Marcela Vita - 2 títulos
- Fernanda Firmo - 1 título
- Camila Gouvea de Barros - 1 título
- Isadora Pansani Simões - 1 título
- Magali Garnier - 1 título

Fez parcerias também com atletas referência como: Rafaella Miller, Vitória Marchezini, Patty Diaz, além de mista com André Baran e Vini Font. 

## Títulos
2010
- Etapa do Rio de Janeiro (Joana Cortez)

2011
- Copa Porto Seguro (Joana Cortez)
- 2º ITF Rio Beach Tennis (Joana Cortez)
- Rio de Janeiro – Ipanema (Joana Cortez)
- Rio de Janeiro – Buzios (Joana Cortez)

2012
- ITF Guarujá Open de Beach Tennis (Joana Cortez)
- ITF Guarujá Open de Beach Tennis (Lorena Melo)
- Copa Porto Seguro Beach Tennis 2012 (Lorena Melo)
- Toulouse Beach Tennis 2012 (Joana Cortez)
- Brasil Open Beach Tennis 2012 (Joana Cortez)
- Bahia Open Beach Tennis ITF 2012 (Joana Cortez)

2013
- 1ª Copa de Beach Tennis de Santa Catarina (Joana Cortez)
- Los Angeles Open (Joana Cortez)
- Beach Tennis USA Summer Slam (Joana Cortez)
- 6th Annual ITF Bermuda Beach Tennis Tournament (Joana Cortez)
- Pan American Championships (Joana Cortez)
- Brazil Open de Beach Tennis (Joana Cortez)
- Maraca Cup Beach Tennis (Joana Cortez)
- Divi Resorts Aruba Open (Joana Cortez)

2014
- Maraca Mega Sul Cup Beach Tennis (Joana Cortez)
- Rakuten Japan Open (Magali Garnier)

2015
- Acajua Cup (Lorena Melo)
- I Rio Open de Beach Tennis (Lorena Melo)
- GO GREEN Beach Tennis Tournament (Lorena Melo)
- Pan American Championships (Joana Cortez)
- 1º Caiobá Open de Beach Tennis (Joana Cortez)

2016
- Aberto Santa Praia (Lorena Melo)

2017
- Império Open (Flávia Muniz)
- Shinnihonseiyaku Perfect One Cup Fukuoka International Beach Tennis Tournament (Marcela Vita)
- Miyazaki Ocean Lionsclubcup Kokusai Beach Tennis (Marcela Vita)

2018
- Beach Tennis Aruba ITF (Flávia Muniz)
- RS Cup Torres (Flávia Muniz)

2019
- Mormaii Brusque Open de Beach Tennis ITF $3,000 (Flávia Muniz)
- Caiobá Open de Beach Tennis (10,000) (Joana Cortez)
- Rio Beach Tennis Tour ITF $3,000 (Natália Font)

2020
- BT50 Santos (Natália Font)

2021
- Pan American Beach Tennis Championships (Flávia Muniz)

2022
- BT100 Fortaleza (Raquel Iotte)

- BT100 Singer Island - I Do BT (Raquel Iotte)

2023
- BT10 Garopaba (Gabriela Martins)
- BT10 Rio Pro Beach Tennis 2023 (Gabriela Martins)
- BT100 Salt Beach Tennis Mossoro 2023 (Flavia Muniz)
- BT50 HIIT World Tour Sao Paulo (Isadora Pansani Simões)

2024
- BT200 Normandia Beach Tennis San Juan (Fernanda Firmo)
- BT50 São Paulo (Camila Gouvea de Barros)